# 親吻

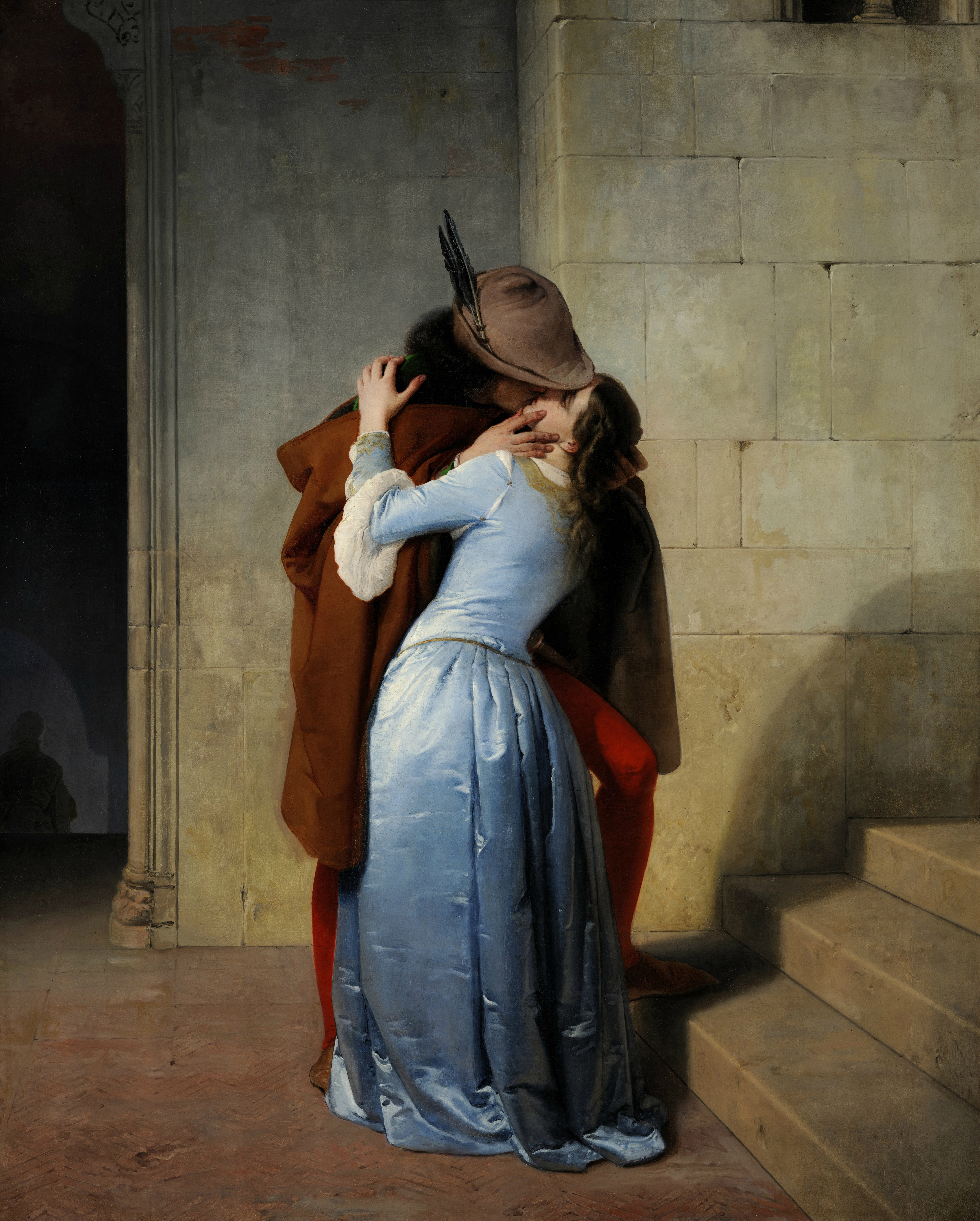
吻，19世紀弗朗西斯科·哈耶兹作品

親吻是指用嘴唇觸碰其他事物，通常是另一個人。特别是指两人的嘴唇互相接触。親吻是一種經過學習的行為，從其他動物之間的行為学习而來。許多靈長類動物也有親吻的行為。據研究，親吻可能也具備了嗅取荷爾蒙的原始生物意義。

## 表達愛意
在現代西方文化中，親吻是一種常見的表達愛意的方式。只是在全球168種人類文化中，只有46%把接吻視為一種浪漫的親密行為。人類的祖先可能都沒有相互接吻的行為。

軍人擁吻告別眷侶

在彼此熟悉的兩個人之間，相互親吻是一種见面打招呼或者說再見的方式。通常，這種親吻表现为短暫地用噘起的嘴唇觸碰臉頰，或是只是單單用臉頰互相接触。在歐洲和拉丁美洲，这是男女之间和女人与女人之間常見的打招呼方式。长辈和孩子之间也可以通过親吻来表达感情。
親吻也是一種身體親密的方式，表达愛情或者性慾，表现方式为两人嘴唇与嘴唇的接触，通常會更加强烈，並且持續更长的時間。熱情的情侶或配偶可能會吮吸彼此的嘴唇，或者將舌頭放到对方的嘴里（法式舌吻）。帶有性意味的親吻也可能是親吻伴侶身體的各个部位。在浪漫和性感的親吻中，身體感觉是最重要的，不少時候也會有進一步的行為。

## 象徵意义
若不是为了表达爱意，亲吻是一种常见的象征性肢体语言，可以表达问候或者服从。这时，亲吻并不是为了体验其带来的身体感觉。
- 在欧洲大陆的许多地方，亲吻脸颊是表示问候的传统社交禮儀。亲吻的次数，接触脸颊的顺序，在不同地区有所不同。
- 亲吻也可以表示敬意和服从，比如亲吻君主或者教宗。
- 有强烈预示意味的亲吻如“告别之吻”或者“死亡之吻”。
- 英语中[4]，吻手禮（Kissing Hands）表示英国王室正式任命国家高级官员。尽管过去官员们真的能够亲吻君主的手，但现在已经不这么做了。正式任命為英国首相或英國內閣閣員的高官被称为拥有「吻禮之手」（Kissed Hands）的人。
- 网络上亲吻的符号为 xx 、 :-*或>3<。多見於IRC、即時通訊軟體、部落格等。

## 其他用途
亲吻这个词也可以指不接觸嘴唇而表達情感的動作。
- 飞吻只是手和嘴的一组动作。当两人之间的距离比较远，但互相可以看到对方，就可以用飞吻来传递感情。一个人面对一群人时，也可以飞吻。
- 爱斯基摩式吻（英語：Eskimo kiss）是指兩個人輕輕地觸碰鼻尖，在紐西蘭的毛利人文化之中被稱為碰鼻礼。
- 英语是指兩個人將眼睛靠近在一起，並且在另一人上面揮動睫毛。

## 姿势

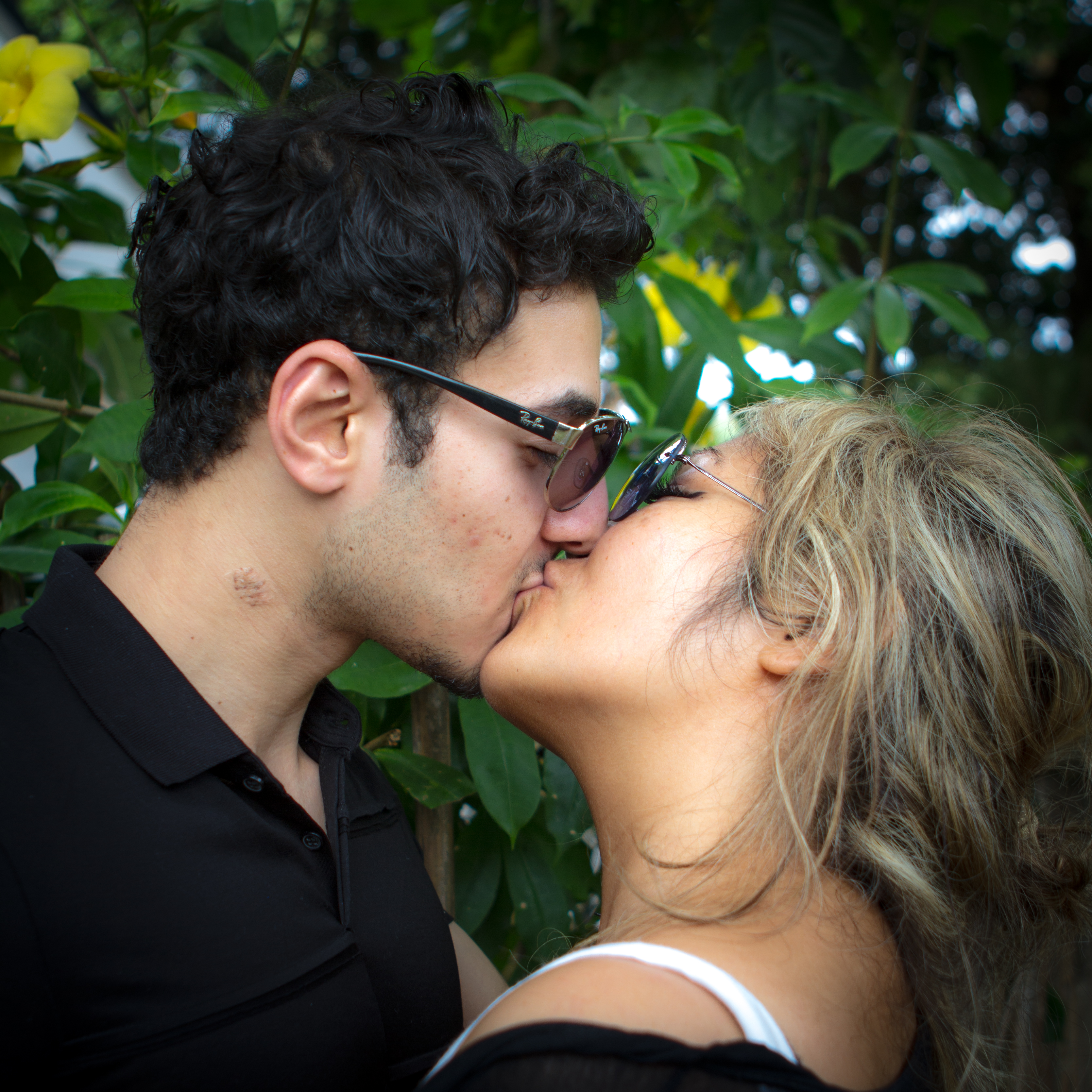
香港西貢側頭接吻

为了避免鼻子的碰撞，接吻双方往往会将他们的脸转向一边，这样他们的头就和对方成一定的角度。有时，为了使接吻有个舒适的姿势，其中一个人会坐下并支撑另一个，也可能将他们的手臂或大腿缠在一起，这样就变成了拥抱并接吻。在接吻中支撑另一方的人往往更主动。《自然》杂志报道，通过观察人们在公共场所，诸如飞机场、公园的接吻，可以发现人们将头偏向右边的比左边的多，比例大约为2:1。

## 接吻的益处和害处

### 益处
一次接吻可以使面部29块肌肉处于紧张状态，29块肌肉包括12种唇部及17种舌头部位的肌肉。这样的效果是使得皮肤光滑、预防皱纹、增加血液循环。
接吻可以交换唾液，包括以下物质：水分、酶、细菌、脂肪、天然盐以及蛋白质，使人免疫系统产生抗体。
接吻一次燃烧2到3卡路里的热量，可以达到减肥的目的。

### 害处
接吻使得双方口腔中的微生物通过唾液传播，经常性的接吻容易使人得“急性接吻病”，造成口疮、喉咙发炎，更甚者造成坏血病。

## 文學意義
在西方故事中，吻作為愛的象徵，常被刻畫成帶有魔法的力量。在童话《睡美人》、《白雪公主》和一些其他的一些神话故事中，男主人公通过一个浪漫的吻唤醒了女主人公。在童话《青蛙王子》中，一个浪漫的吻将王子从青蛙变回了人。在《黑客帝国》電影中，女主角Trinity也通过吻将男主角Neo救活。

## 著名的吻
- 基督教聖經新約中写到，加略人猶大亲吻了耶稣并背叛了他。
- 英国海军统帅霍雷肖·纳尔逊的临终遗言就是对他的下属说“吻我，哈代”（也有另一个版本说他说的是）。
- 奥古斯特·罗丹创作了雕塑“吻”（Le Baiser）。
- 畫作《吻》（Der Kuss）：由古斯塔夫·克林姆所繪。吻，克林姆

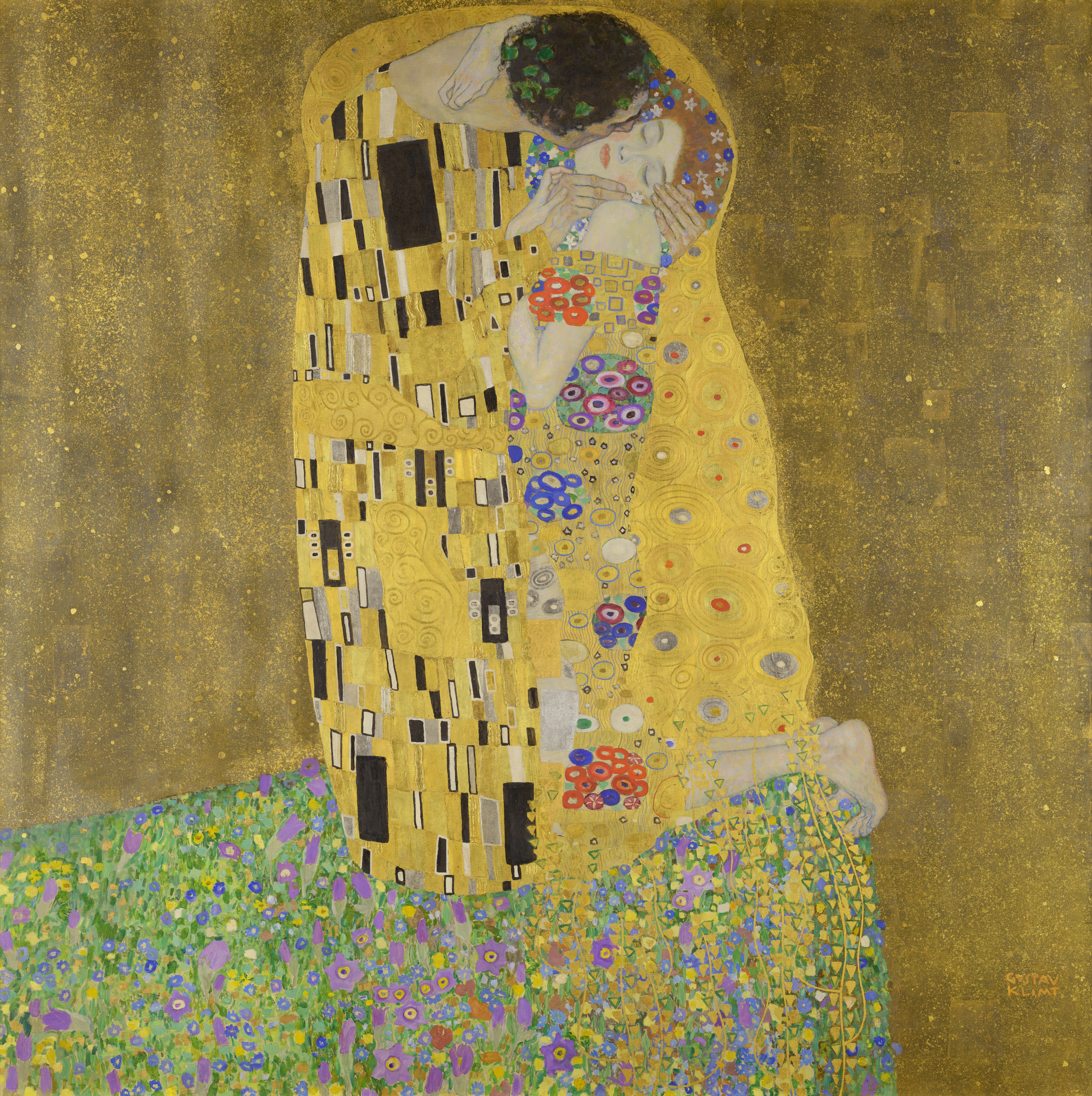
吻，克林姆

- 《亂世佳人》中克拉克·蓋博一吻費雯麗，事後費雯麗卻說十分厭惡蓋博的假牙臭味。
- 《小姐与流浪汉》中，当小姐和流浪汉同时吃一根面条时，他们的嘴唇最终碰到了一起。
- 《胜利之吻》：1945年8月14日（北京时间8月15日）发生在纽约时代广场的一幕亲吻。时值日本宣布无条件投降，纽约民众纷纷走上街头庆祝胜利。一位水兵在时代广场的欢庆活动中強吻了身旁的一位女护士，这一瞬间被《生活》 杂志的摄影师阿尔弗雷德·艾森施泰特抓拍下来，成为传世的经典历史画面。从此以后，每年8月14日都有数百对男女在时代广场重现“胜利日之吻”，以纪念二战结束。[8][9]
- 世界上有记录的最长的吻发生在1999年4月5日，以色列的特拉维夫。这一纪录为30小时45分钟，由 Karmit Tsubera 和 Dror Orpaz 创造。
- 苏联领导人列昂尼德·勃列日涅夫与东德领导人、德国统一社会党总书记埃里希·昂纳克于德意志民主共和国成立30周年庆典上的社会主义兄弟之吻，此场景于1990年被绘作涂鸦《Mein Gott, hilf mir, diese tödliche Liebe zu überleben》，是柏林墙的著名涂鸦之一。